# Élections législatives japonaises de 2021
Les 49es élections à la Chambre des représentants (第49回衆議院議員総選挙, dai-yonjūkyūkai Shūgiin giin sōsenkyo) du Japon ont lieu le 31 octobre 2021 afin de renouveler ses 465 membres pour un mandat de quatre ans.
Bien que fortement attendues en raison de la domination du Parti libéral-démocrate (PLD) au pouvoir dans les sondages d'opinions, des élections anticipées ne sont finalement pas organisées en raison de l'impact de la crise sanitaire due à la pandémie de Covid-19.
Largement favori, le PLD, mené par le récemment élu Premier ministre Fumio Kishida remporte le scrutin en conservant la majorité absolue des sièges, malgré un léger recul. Kishida est reconduit au poste de Premier ministre le 10 novembre 2021.

## Contexte

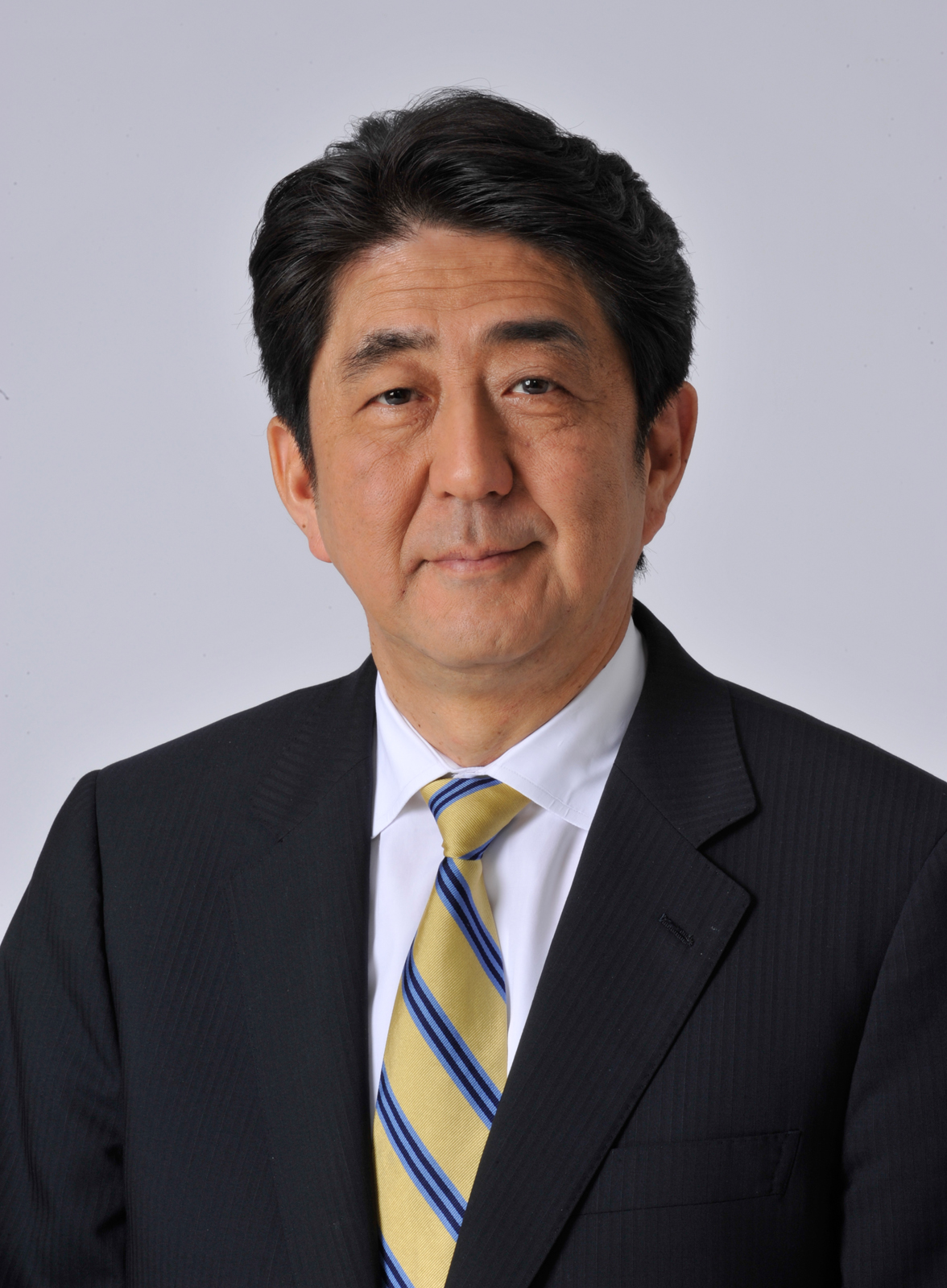
Shinzō Abe

Les élections législatives d'octobre 2017 sont remportées par le Parti libéral-démocrate (PLD) du Premier ministre sortant Shinzō Abe, au pouvoir depuis 2012. Bien qu'en léger recul en termes de sièges  — et presque stable en termes de part des voix —, le PLD remporte une large majorité absolue avec 284 sièges sur 465, un succès réitéré aux élections à la Chambre des conseillers de juillet 2019.
Shinzo Abe annonce cependant le 28 août 2020 sa démission prochaine pour raisons de santé. Le Premier ministre souffre alors d'une aggravation redoutée de la colite ulcéreuse dont il est atteint depuis l'adolescence. Sa démission devient effective après l'élection de son successeur au sein du PLD le 14 septembre 2020, en la personne de son ancien porte-parole Yoshihide Suga. Ce dernier prend ses fonctions de Premier ministre deux jours plus tard. 
La tenue du scrutin doit avoir lieu dans les quarante jours après la dissolution de la chambre, qui intervient au plus tard automatiquement quatre ans jour pour jour après les précédentes élections, soit une date limite fixée au 28 novembre 2021. Le changement à la tête du gouvernement est jugé susceptible d'entrainer des élections législatives anticipées, déjà fortement attendues au cours des mois précédant la démission d'Abe en raison de la confortable avance du parti au pouvoir dans les sondages d'opinion. La priorité donné par le gouvernement à la lutte contre la pandémie de Covid-19 met cependant un coup d'arrêt au projet.

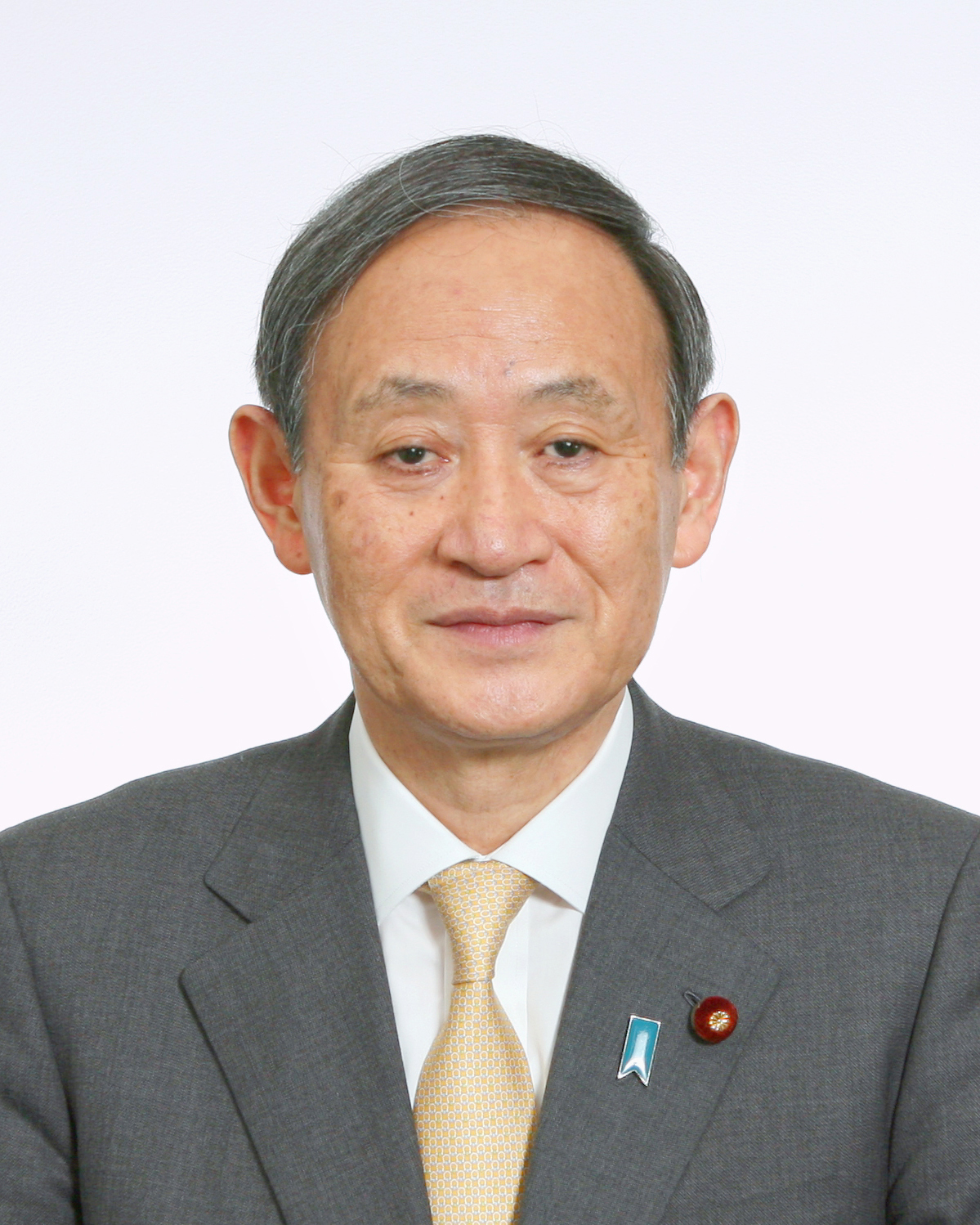
Yoshihide Suga

Plus encore, la pandémie se révèle catastrophique pour la popularité du nouveau Premier ministre du fait des Jeux olympiques d'été organisés à Tokyo du 23 juillet au 8 août 2021. Déjà vivement critiquée sous son prédécesseur, leur organisation en pleine crise sanitaire est finalement maintenue, bien qu'un an après la date initialement prévue et en l'absence de spectateurs étrangers,,. Les flux humains liés à l’événement, conjugués à l'apparition du très contagieux variant Delta conduisent à une envolée des contaminations atteignant plus d'un million de cas début août, forçant le pays à se placer en État d'urgence sanitaire. 

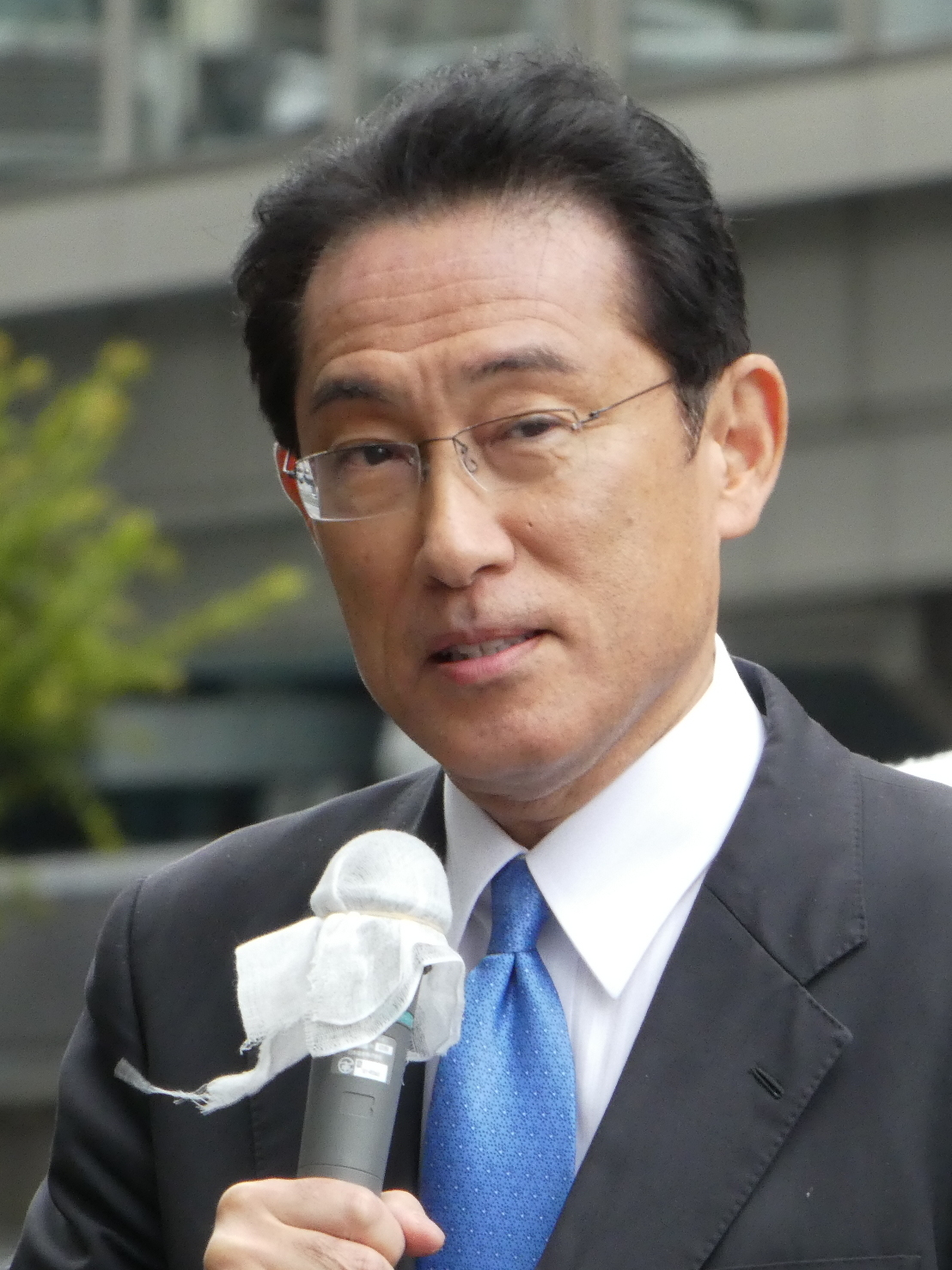
Fumio Kishida.

Le gouvernement de Yoshihide Suga est alors fortement critiqué pour sa gestion de la pandémie dans le contexte olympique, ainsi que pour la lenteur du déploiement du vaccin contre la Covid-19. Si l'organisation des jeux — au cours desquels le Japon remporte un nombre record de médailles — est finalement largement acceptée par la population malgré son opposition au cours des mois précédents, ce revirement de l'opinion ne s'étend pas au gouvernement. Ce dernier chute alors à moins de 30 % d'opinions favorables dans les sondages.
En conséquences, la position du Premier ministre Suga à la tête du Parti libéral-démocrate se voit remise en cause en interne, plusieurs hauts dirigeants se préparant à la lui contester lors de l'élection à la présidence du Parti prévue de longue date pour le 29 septembre 2021. La défaite de Hachirō Okonogi, protégé de Suga, à l'élection pour la mairie de Yokohama le 22 août porte le coup de grâce à son autorité sur le parti,. Le 3 septembre suivant, il annonce ne pas se représenter à l'élection, ouvrant la voie à l'arrivée d'un nouveau chef du parti — et donc un nouveau Premier ministre — juste avant la campagne pour les élections législatives,,. Bénéficiant du soutien des membres dirigeants du parti, Fumio Kishida l'emporte au second tour sur Tarō Kōno, davantage populaire au sein des militants. La confirmation de Kishida, perçu comme un centriste modéré, au poste de Premier ministre a lieu le 4 octobre. Le même jour, il convoque les élections pour le 31 octobre 2021,,.
La vie politique japonaise est marquée depuis plusieurs années par la montée de l'abstention[réf. nécessaire]. Celle-ci s'élève à 46,32% lors des élections législatives de 2017, atteignant un taux record parmi les moins de 30 ans. Outre des méthodes de campagne « archaïques », les dirigeants politiques japonais s’adressent en effet davantage aux personnes âgées dans le contexte d'un déclin démographique très marqué, tandis que la jeunesse souffre d'un manque d'éducation politique. Les jeunes japonais se préoccuperaient ainsi particulièrement des questions sociales, de l'égalité des sexes, de l'écart des revenus et du changement climatique selon l'un des directeurs de l'ONG Conférence japonaise de la jeunesse, Yuki Murohashi, mais ne verraient que peu de différences entre les partis politiques. Le sentiment de ne pas être représentée est par ailleurs très présent chez les femmes, la politique au Japon restant traditionnellement une affaire d'hommes.
Sous la pression du mouvement féministe japonais le gouvernement a adopté en 2018 une loi visant à « promouvoir la participation commune des hommes et des femmes dans le domaine politique ». La loi n'a cependant pas un caractère contraignant, le Parti libéral-démocrate ayant refusé d'y inscrire l’obligation d’atteindre une « répartition équitable des candidatures d’hommes et de femmes » comme le demandaient les féministes. L’impact de cette loi, qui s'appliquait pour la première fois à l'occasion de ces élections, a été très limité, les partis politique n'ayant investi que peu de femmes : 9,7 % pour le PLD, 18,4 % pour le Parti démocrate constitutionnel, 35,4 % pour le Parti communiste japonais et 60 % pour le Parti social-démocrate, lequel ne présentait toutefois que dix personnes.
La situation économique et la sécurité du pays au sein d'un environnement asiatique de plus en plus instable reviennent également parmi les principales préoccupations des électeurs.

## Système électoral

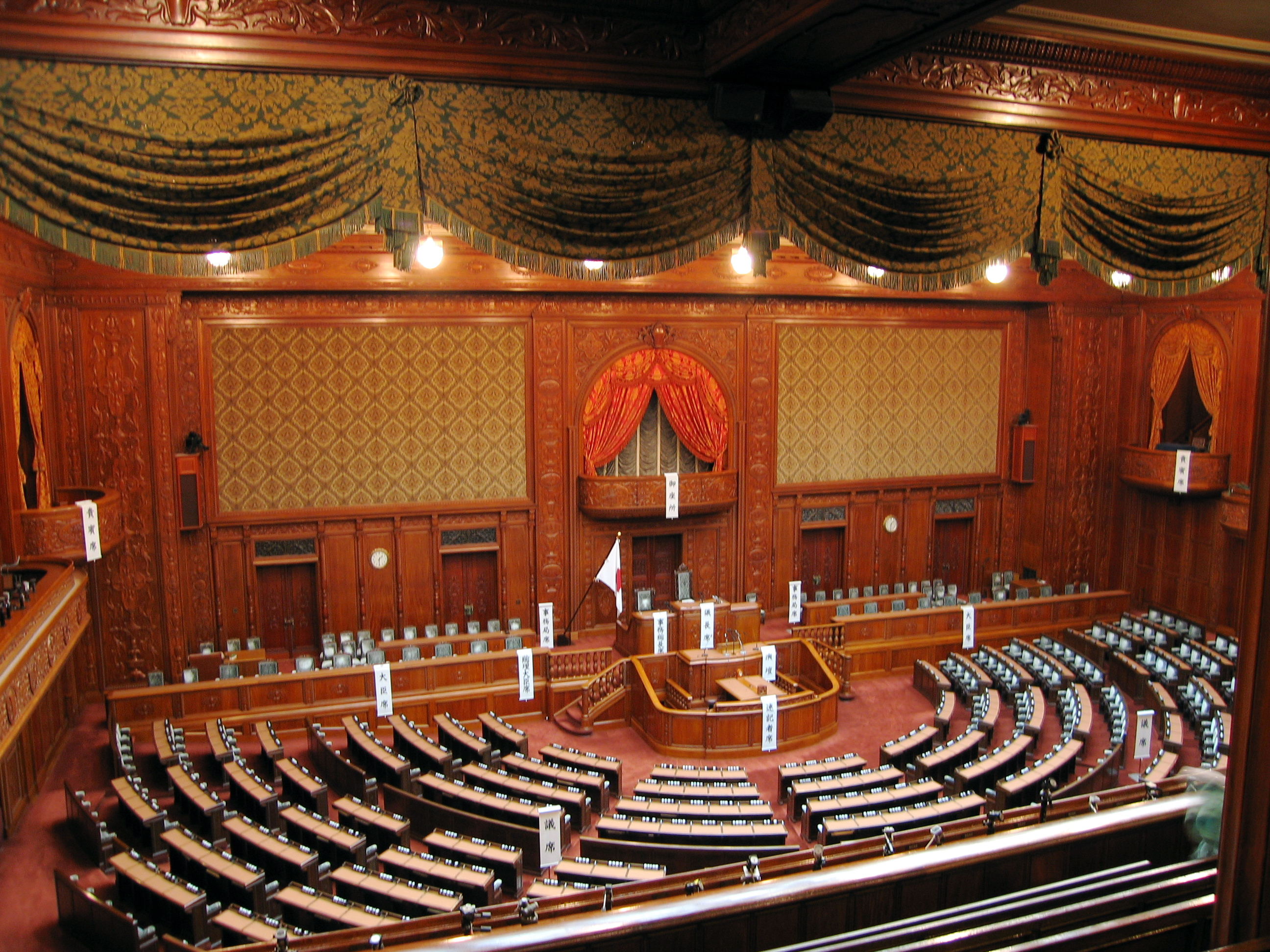
Intérieur du Bâtiment de la Diète nationale à Tokyo.

Le Japon est doté d'un parlement bicaméral dont la chambre basse, dite Chambre des représentants, se compose de 465 députés élus pour un mandat de quatre ans selon un mode de scrutin parallèle. Sur ce total, 289 sièges sont ainsi pourvus au scrutin uninominal majoritaire à un tour dans autant de circonscriptions, tandis que les  176 sièges restants sont pourvus au scrutin proportionnel plurinominal de liste dans 11 circonscriptions de 6 à 29 sièges.
Les deux modes de répartition des sièges font l'objet d'un vote séparé : les électeurs votent en même temps pour un candidat au scrutin uninominal majoritaire à un tour et pour une liste de candidat au scrutin proportionnel. Un même candidat peut se présenter aux deux types d'élections, mais uniquement si la circonscription uninominale est incluse dans celle plurinominale. Les listes comportent autant de candidats ne se présentant qu'au scrutin proportionnel que de sièges à pourvoir, auxquels viennent éventuellement se rajouter les candidats se présentant aux deux scrutins. Ces derniers deviennent cependant prioritaires à l'attribution des sièges s'ils ont perdu au scrutin majoritaire avec quelques voix d'écart seulement.
Contrairement à des systèmes mixtes tels que le système électoral allemand ou lesothan, les sièges élus à la proportionnelle n'ont ici pas pour but de venir compenser une distorsion des résultats en sièges par rapport à la répartition en voix au niveau national, mais s'ajoutent simplement les uns aux autres comme deux élections parallèles ayant lieu simultanément. Le parti arrivé en tête dans une circonscription plurinominale l'étant souvent également dans les circonscriptions uninominales qui en font partie, leur addition donne au mode de scrutin japonais une tendance majoritaire.

## Forces en présence
| Parti | Parti                                                      | Idéologie                                                                           | Chef de file     | Résultats en 2017           |
| ----- | ---------------------------------------------------------- | ----------------------------------------------------------------------------------- | ---------------- | --------------------------- |
|       | Parti libéral-démocrate Jiyūminshutō (PLD)                 | Centre droit National-conservatisme, nationalisme, libéralisme, conservatisme       | Fumio Kishida    | 33,28 % des voix 284 sièges |
|       | Parti démocrate constitutionnel Rikken Minshutō (PDC)      | Centre gauche Social-libéralisme, pacifisme, démocratie directe                     | Yukio Edano      | 19,88 % des voix 55 sièges  |
|       | Parti de l'espoir Kibō no tō (PE)                          | Droite à extrême droite Populisme, nationalisme, libéralisme, conservatisme         | Nariaki Nakayama | 17,36 % des voix 50 sièges  |
|       | Kōmeitō                                                    | Centre Conservatisme, bouddhisme                                                    | Natsuo Yamaguchi | 12,51 % des voix 29 sièges  |
|       | Parti communiste japonais Nihon kyōsantō (PCJ)             | Gauche Socialisme scientifique, pacifisme                                           | Kazuo Shii       | 7,90 % des voix 12 sièges   |
|       | Parti japonais de l'innovation Nippon Ishin no Kai (Ishin) | Centre droit à droite Nationalisme japonais, libéralisme économique, néolibéralisme | Ichirō Matsui    | 6,07 % des voix 11 sièges   |

## Campagne

### Parti libéral-démocrate
Le Parti libéral-démocrate (PLD) défend un programme conservateur classique fondé sur un plan de relance massif dans la lignée des Abenomics et la réduction des inégalités sociales, ainsi que la révision de l'article 9 de la Constitution — qui garantit le caractère pacifique du Japon en lui faisant renoncer à la guerre en tant que droit souverain —, le doublement des dépenses militaires, ou encore le renforcement des alliances face à la Chine et à la Corée du Nord,,. Sur le plan économique, le premier ministre Kishida promet de mettre en place un nouveau capitalisme permettant une reconstitution de la classe moyenne et de consacrer plus de fonds à la recherche et l’innovation. Le positionnement du PLD sur le renforcement des alliances militaires vient directement en réponse aux inquiétudes de la population sur la sécurité du pays vis-à-vis de ses voisins chinois et nord-coréens, Kishida faisant du sujet l'un des principaux points de son discours lors de la dissolution de la diète,.
Le parti mène comme à son habitude une stratégie d'alliance électorale avec son partenaire minoritaire de coalition, le Kōmeitō. Les candidats du PLD, en positions de force dans les zones rurales, reçoivent ainsi le soutien de ceux du Komeito qui se retirent en échange d'un appel à soutenir leur parti au scrutin à la proportionnelle dans les préfectures concernées, tandis que la situation inverse a lieu dans les quelques zones urbaines où le Komeito est particulièrement implanté.
Malgré le soutien des militants du parti à Tarō Kōno — favorable au mariage homosexuel ainsi qu'à la fin de l'obligation pour les couples d'adopter le même nom de famille — lors de l'élection pour la présidence du parti,, le PLD poursuit son positionnement conservateur sur ces sujets de société avec la victoire de Fumio Kishida, porté par les membres dirigeants du parti,,,. 
Principale formation politique du pays et grand favori du scrutin, le PLD véhicule auprès d'une partie de la population l’image rassurante d’une dynastie familiale, ses candidats se succédant souvent de père en fils, à l'image des dirigeants des grandes entreprises du pays. Il est cependant fragilisé par sa gestion controversée de la crise sanitaire due à la pandémie de Covid-19.

### Opposition
La campagne électorale est marquée par l'alliance d'une partie de l'opposition dans un front uni, le Parti démocrate constitutionnel, le Parti social-démocrate, le Parti communiste, et le Reiwa Shinsengumi mettant en œuvre une plateforme électorale commune. Les quatre partis s'accordent ainsi sur une baisse de la TVA, une augmentation des impôts sur les plus riches, une opposition à la révision de l'article 9 de la constitution, sur la fin du nucléaire civil et sur la mise en place d'une commission chargée d’enquêter sur les soupçons de corruption ayant touché les précédents dirigeants du PLD. Outre ce programme commun, le Parti démocrate constitutionnel fait notamment campagne sur la légalisation du mariage homosexuel et de la possibilité pour les membres d'un couple marié de porter des noms différents, en opposition directe avec le PLD.
Au niveau des circonscriptions électorales, les partis composant l'alliance s'entendent par conséquent sur une stratégie nationale de retrait de leurs candidats envers celui d'entre eux ayant le plus de chance de battre le candidat du PLD. 
L'alliance souffre cependant de l'inclusion du parti communiste, qui s'avère une source de désaccords avec le reste des partis sur la question de la poursuite des liens militaires avec les États-Unis,

## Résultats

### Nationaux
|                          |                                                              |                  |                  |                  |                  |                  |                  |                  |                  |        |               |  |  |  |  |  |  |  |  |
| Partis                   | Partis                                                       | Circonscriptions | Circonscriptions | Circonscriptions | Circonscriptions | Scrutin de liste | Scrutin de liste | Scrutin de liste | Scrutin de liste | Total  | Total         |  |  |  |  |  |  |  |  |
| Partis                   | Partis                                                       | Votes            | %                | Sièges           | +/-              | Votes            | %                | +/-              | Sièges           | Sièges | +/−           |  |  |  |  |  |  |  |  |
|                          | Parti libéral-démocrate (PLD)                                | 27 626 235       | 48,08            | 187              | 31               | 19 914 883       | 34,66            | 1,38             | 72               | 259    | 25            |  |  |  |  |  |  |  |  |
|                          | Parti démocrate constitutionnel (PDC)                        | 17 215 621       | 29,96            | 57               | 39               | 11 492 095       | 20,00            | 0,12             | 39               | 96     | 41            |  |  |  |  |  |  |  |  |
|                          | Parti japonais de l'innovation (Ishin)                       | 4 802 793        | 8,36             | 16               | 13               | 8 050 830        | 14,01            | 7,94             | 25               | 41     | 30            |  |  |  |  |  |  |  |  |
|                          | Kōmeitō (K)                                                  | 872 931          | 1,52             | 9                | 1                | 7 114 282        | 12,38            | 0,13             | 23               | 32     | 3             |  |  |  |  |  |  |  |  |
|                          | Parti communiste japonais (PCJ)                              | 2 639 631        | 4,59             | 1                | en stagnation    | 4 166 076        | 7,25             | 0,65             | 9                | 10     | 2             |  |  |  |  |  |  |  |  |
|                          | Parti démocrate du peuple (PDP)                              | 1 246 812        | 2,17             | 6                | 26               | 2 593 396        | 4,51             | 12,85            | 5                | 11     | 53            |  |  |  |  |  |  |  |  |
|                          | Reiwa Shinsengumi                                            | 248 280          | 0,43             | 0                | Nv               | 2 215 648        | 3,86             | Nv               | 3                | 3      | 3             |  |  |  |  |  |  |  |  |
|                          | Parti social-démocrate (PSD)                                 | 313 193          | 0,55             | 1                | en stagnation    | 1 018 588        | 1,77             | 0,08             | 0                | 1      | 1             |  |  |  |  |  |  |  |  |
|                          | Parti pour la protection des Japonais contre la NHK (N-Koku) | 150 542          | 0,26             | 0                | en stagnation    | 796 788          | 1,39             | 1,39             | 0                | 0      | en stagnation |  |  |  |  |  |  |  |  |
|                          | Aucun parti soutenu (APS)                                    |                  |                  |                  |                  | 46 142           | 0,08             | 0,14             | 0                | 0      | en stagnation |  |  |  |  |  |  |  |  |
|                          | Japon d'abord                                                | 9 449            | 0,02             | 0                | Nv               | 33 661           | 0,06             | Nv               | 0                | 0      | en stagnation |  |  |  |  |  |  |  |  |
|                          | Parti Yamato                                                 | 15 091           | 0,03             | 0                | Nv               | 16 970           | 0,03             | Nv               | 0                | 0      | en stagnation |  |  |  |  |  |  |  |  |
|                          | Renforçons les contremesures anti-Covid                      |                  |                  |                  |                  | 6 620            | 0,01             | Nv               | 0                | 0      | en stagnation |  |  |  |  |  |  |  |  |
|                          | Parti conservateur Kunimori                                  | 29 306           | 0,05             | 0                | en stagnation    |                  |                  |                  |                  | 0      | en stagnation |  |  |  |  |  |  |  |  |
|                          | Aimons la Terre                                              | 5 350            | 0,01             | 0                | en stagnation    | 0                | en stagnation    |                  |                  |        |               |  |  |  |  |  |  |  |  |
|                          | Parti du cœur japonais (PKJ)                                 | 4 552            | 0,01             | 0                | en stagnation    | 0                | en stagnation    |                  |                  |        |               |  |  |  |  |  |  |  |  |
|                          | Parti de la réforme future                                   | 3 698            | 0,01             | 0                | en stagnation    | 0                | en stagnation    |                  |                  |        |               |  |  |  |  |  |  |  |  |
|                          | Parti du renouveau                                           | 2 750            | 0,00             | 0                | en stagnation    | 0                | en stagnation    |                  |                  |        |               |  |  |  |  |  |  |  |  |
|                          | Parti pour un Japon gagnant                                  | 1 630            | 0,00             | 0                | en stagnation    | 0                | en stagnation    |                  |                  |        |               |  |  |  |  |  |  |  |  |
|                          | Indépendants                                                 | 2 269 168        | 3,95             | 12               | 10               | 12               | 10               |                  |                  |        |               |  |  |  |  |  |  |  |  |
|                          |                                                              |                  |                  |                  |                  |                  |                  |                  |                  |        |               |  |  |  |  |  |  |  |  |
| Votes valides            | Votes valides                                                | 57 457 032       | 97,55            |                  |                  | 57 465 979       | 97,58            |                  |                  |        |               |  |  |  |  |  |  |  |  |
| Votes blancs et nuls     | Votes blancs et nuls                                         | 1 443 227        | 2,45             | 1 425 366        | 2,42             |                  |                  |                  |                  |        |               |  |  |  |  |  |  |  |  |
| Total                    | Total                                                        | 58 900 259       | 100              | 289              | en stagnation    | 58 891 345       | 100              | -                | 176              | 465    | en stagnation |  |  |  |  |  |  |  |  |
| Abstention               | Abstention                                                   | 46 323 844       | 45,02            |                  |                  | 46 332 758       | 45,03            |                  |                  |        |               |  |  |  |  |  |  |  |  |
| Inscrits / participation | Inscrits / participation                                     | 105 224 103      | 55,98            | 105 224 103      | 55,97            |                  |                  |                  |                  |        |               |  |  |  |  |  |  |  |  |

### Résultats détaillés

#### Par préfecture
| Préfecture | Total sièges | Sièges gagnés au scrutin proportionnel | Sièges gagnés au scrutin proportionnel | Sièges gagnés au scrutin proportionnel | Sièges gagnés au scrutin proportionnel | Sièges gagnés au scrutin proportionnel | Sièges gagnés au scrutin proportionnel | Sièges gagnés au scrutin proportionnel | Sièges gagnés au scrutin proportionnel |
| Préfecture | Total sièges | PLD                                    | PDC                                    | Ishin                                  | Komeito                                | PDP                                    | PCJ                                    | PSD                                    | Ind.                                   |
| ---------- | ------------ | -------------------------------------- | -------------------------------------- | -------------------------------------- | -------------------------------------- | -------------------------------------- | -------------------------------------- | -------------------------------------- | -------------------------------------- |
| Préfecture | Total sièges |                                        |                                        |                                        |                                        |                                        |                                        |                                        |                                        |
| Aichi      | 15           | 11                                     | 3                                      |                                        |                                        | 1                                      |                                        |                                        |                                        |
| Akita      | 3            | 2                                      | 1                                      |                                        |                                        |                                        |                                        |                                        |                                        |
| Aomori     | 3            | 3                                      |                                        |                                        |                                        |                                        |                                        |                                        |                                        |
| Chiba      | 13           | 9                                      | 4                                      |                                        |                                        |                                        |                                        |                                        |                                        |
| Ehime      | 4            | 4                                      |                                        |                                        |                                        |                                        |                                        |                                        |                                        |
| Fukui      | 2            | 2                                      |                                        |                                        |                                        |                                        |                                        |                                        |                                        |
| Fukuoka    | 11           | 8                                      | 2                                      |                                        |                                        |                                        |                                        |                                        | 1                                      |
| Fukushima  | 5            | 2                                      | 3                                      |                                        |                                        |                                        |                                        |                                        |                                        |
| Gifu       | 5            | 5                                      |                                        |                                        |                                        |                                        |                                        |                                        |                                        |
| Gunma      | 5            | 5                                      |                                        |                                        |                                        |                                        |                                        |                                        |                                        |
| Hiroshima  | 7            | 5                                      | 1                                      |                                        | 1                                      |                                        |                                        |                                        |                                        |
| Hokkaidō   | 12           | 6                                      | 5                                      |                                        | 1                                      |                                        |                                        |                                        |                                        |
| Hyōgo      | 12           | 8                                      | 1                                      | 1                                      | 2                                      |                                        |                                        |                                        |                                        |
| Ibaraki    | 7            | 5                                      |                                        |                                        |                                        | 1                                      |                                        |                                        | 1                                      |
| Ishikawa   | 3            | 3                                      |                                        |                                        |                                        |                                        |                                        |                                        |                                        |
| Iwate      | 3            | 2                                      | 1                                      |                                        |                                        |                                        |                                        |                                        |                                        |
| Kagawa     | 3            | 1                                      | 1                                      |                                        |                                        | 1                                      |                                        |                                        |                                        |
| Kagoshima  | 4            | 2                                      | 1                                      |                                        |                                        |                                        |                                        |                                        | 1                                      |
| Kanagawa   | 18           | 11                                     | 7                                      |                                        |                                        |                                        |                                        |                                        |                                        |
| Kōchi      | 2            | 2                                      |                                        |                                        |                                        |                                        |                                        |                                        |                                        |
| Kumamoto   | 4            | 3                                      |                                        |                                        |                                        |                                        |                                        |                                        | 1                                      |
| Kyoto      | 6            | 2                                      | 2                                      |                                        |                                        | 1                                      |                                        |                                        | 1                                      |
| Mie        | 4            | 3                                      | 1                                      |                                        |                                        |                                        |                                        |                                        |                                        |
| Miyagi     | 6            | 4                                      | 2                                      |                                        |                                        |                                        |                                        |                                        |                                        |
| Miyazaki   | 3            | 2                                      | 1                                      |                                        |                                        |                                        |                                        |                                        |                                        |
| Nagano     | 5            | 4                                      | 1                                      |                                        |                                        |                                        |                                        |                                        |                                        |
| Nagasaki   | 4            | 3                                      |                                        |                                        |                                        | 1                                      |                                        |                                        |                                        |
| Nara       | 3            | 1                                      | 1                                      |                                        |                                        |                                        |                                        |                                        | 1                                      |
| Niigata    | 6            | 2                                      | 3                                      |                                        |                                        |                                        |                                        |                                        | 1                                      |
| Ōita       | 3            | 2                                      |                                        |                                        |                                        |                                        |                                        |                                        | 1                                      |
| Okayama    | 5            | 4                                      |                                        |                                        |                                        |                                        |                                        |                                        | 1                                      |
| Okinawa    | 4            | 2                                      |                                        |                                        |                                        |                                        | 1                                      | 1                                      |                                        |
| Osaka      | 19           |                                        |                                        | 15                                     | 4                                      |                                        |                                        |                                        |                                        |
| Saga       | 2            |                                        | 2                                      |                                        |                                        |                                        |                                        |                                        |                                        |
| Saitama    | 15           | 12                                     | 3                                      |                                        |                                        |                                        |                                        |                                        |                                        |
| Shiga      | 4            | 4                                      |                                        |                                        |                                        |                                        |                                        |                                        |                                        |
| Shimane    | 2            | 2                                      |                                        |                                        |                                        |                                        |                                        |                                        |                                        |
| Shizuoka   | 8            | 5                                      | 2                                      |                                        |                                        |                                        |                                        |                                        | 1                                      |
| Tochigi    | 5            | 4                                      | 1                                      |                                        |                                        |                                        |                                        |                                        |                                        |
| Tokushima  | 2            | 1                                      |                                        |                                        |                                        |                                        |                                        |                                        | 1                                      |
| Tokyo      | 25           | 15                                     | 8                                      |                                        | 1                                      |                                        |                                        |                                        | 1                                      |
| Tottori    | 2            | 2                                      |                                        |                                        |                                        |                                        |                                        |                                        |                                        |
| Toyama     | 3            | 3                                      |                                        |                                        |                                        |                                        |                                        |                                        |                                        |
| Wakayama   | 3            | 2                                      |                                        |                                        |                                        | 1                                      |                                        |                                        |                                        |
| Yamagata   | 3            | 3                                      |                                        |                                        |                                        |                                        |                                        |                                        |                                        |
| Yamaguchi  | 4            | 4                                      |                                        |                                        |                                        |                                        |                                        |                                        |                                        |
| Yamanashi  | 2            | 2                                      |                                        |                                        |                                        |                                        |                                        |                                        |                                        |
| Total      | 289          | 187                                    | 57                                     | 16                                     | 9                                      | 6                                      | 1                                      | 1                                      | 12                                     |

#### Par circonscriptions proportionnelles
| Circonscription proportionnelle | Sièges |            |       |            |       |           |       |           |         |           |      |           |      |           |      |
| Circonscription proportionnelle | Sièges | PLD        | PLD   | PDC        | PDC   | Ishin     | Ishin | Komeito   | Komeito | PCJ       | PCJ  | PDP       | PDP  | RS        | RS   |
| Circonscription proportionnelle | Sièges | Voix       | %     | Voix       | %     | Voix      | %     | Voix      | %       | Voix      | %    | Voix      | %    | Voix      | %    |
| Chūgoku                         | 11     | 1 352 723  | 43,4  | 573 324    | 18,4  | 286 302   | 9,2   | 436 220   | 14,0    | 173 117   | 5,5  | 113 898   | 3,7  | 94 446    | 3,0  |
| Hokkaido                        | 8      | 863 300    | 33,6  | 682 912    | 26,6  | 215 344   | 8,4   | 294 371   | 11,5    | 207 189   | 8,1  | 73 621    | 2,9  | 102 086   | 4,0  |
| Hokuriku–Shinetsu               | 11     | 1 468 380  | 41,8  | 773 076    | 22,0  | 361 476   | 10,3  | 322 535   | 9,2     | 225 551   | 6,4  | 133 599   | 3,8  | 111 281   | 3,2  |
| Kinki (Kansai)                  | 28     | 2 407 699  | 25,7  | 1 090 665  | 11,6  | 3 180 219 | 33,9  | 1 155 683 | 12,3    | 736 156   | 7,8  | 303 480   | 3,2  | 292 483   | 3,1  |
| Kyushu                          | 20     | 2 250 966  | 35,7  | 1 266 801  | 20,1  | 540 338   | 8,6   | 1 040 756 | 16,5    | 365 658   | 5,8  | 279 509   | 4,4  | 243 284   | 3,9  |
| Kanto du nord                   | 19     | 2 172 065  | 35,2  | 1 391 148  | 22,5  | 617 531   | 10,0  | 823 930   | 13,3    | 444 115   | 7,2  | 298 056   | 4,8  | 239 592   | 3,9  |
| Shikoku                         | 6      | 664 805    | 39,1  | 291 870    | 17,2  | 173 826   | 10,2  | 233 407   | 13,7    | 108 021   | 6,4  | 122 082   | 7,2  | 52 941    | 3,1  |
| Kanto du sud                    | 22     | 2 590 787  | 34,9  | 1 651 562  | 22,3  | 863 897   | 11,7  | 850 667   | 11,5    | 534 493   | 7,2  | 384 481   | 5,2  | 302 675   | 4,1  |
| Tohoku                          | 13     | 1 628 233  | 39,5  | 991 504    | 24,1  | 258 690   | 6,3   | 456 287   | 11,1    | 292 830   | 7,1  | 195 754   | 4,8  | 143 265   | 3,5  |
| Tokai                           | 21     | 2 515 841  | 37,4  | 1 485 947  | 22,1  | 694 630   | 10,3  | 784 976   | 11,7    | 408 606   | 6,1  | 382 732   | 5,7  | 273 208   | 4,1  |
| Tokyo                           | 17     | 2 000 084  | 31,0  | 1 293 281  | 20,1  | 858 577   | 13,3  | 715 450   | 11,1    | 670 340   | 10,4 | 306 179   | 5,6  | 360 387   | 4,7  |
| Total                           | 176    | 19 914 883 | 34,66 | 11 492 095 | 20,00 | 8 050 830 | 14,01 | 7 114 282 | 12,38   | 4 166 076 | 7,25 | 2 593 396 | 4,51 | 2 215 648 | 3,86 |

## Analyse et conséquences

Parti arrivé en tête par circonscription uninominale, et sièges par parti par circonscription plurinominale.

Comme attendu, le scrutin est une victoire pour le Parti libéral-démocrate (PLD) du Premier ministre Fumio Kishida, malgré un recul de la formation, qui conserve néanmoins la majorité absolue, confortée par son allié, le Kōmeitō, qui progresse quant à lui légèrement.
Malgré le maintien au pouvoir du PLD, la perte de plusieurs dizaines de sièges lors du scrutin est perçue comme un avertissement pour Kishida, dont la faible popularité aurait participé avec les mesures anti-Covid au recul de sa formation politique. La victoire du PLD intervient dans le contexte d'une forte abstention qui, bien qu'en baisse, touche toujours près de la moitié des électeurs, cumulée à un manque de cohésion et de crédibilité de l'opposition ainsi qu'à un système électoral qui favorise les partis conservateurs en donnant aux circonscriptions rurales un poids disproportionné par rapport aux villes. Le renouvellement par le parti au pouvoir de sa majorité tiendrait ainsi davantage d'un « engourdissement persistant du fonctionnement de la démocratie japonaise » qu'à ses propres mérites, nuançant grandement les résultats du scrutin. 
Le Front uni de l'opposition ne parvient pas à l'emporter, victime notamment des dissensions en son sein avec le Parti communiste. Le Parti démocrate constitutionnel (PDC) conserve la deuxième place. Bien qu'en progression par rapport au précédent scrutin, mais passant de 110 députés sortants à 96, le vote de 2021 constitue une déception pour le PDC après le ralliement en septembre 2020 de la plupart des députés sortants du Parti démocrate du peuple — issu de la fusion du Parti de l'espoir et du Parti démocrate progressiste —, qui pour sa part remporte une dizaine de sièges. En réaction, le président du Parti démocrate constitutionnel, Yukio Edano, annonce deux jours plus tard sa démission.
La très bonne performance du Parti japonais de l'innovation est cependant la principale surprise du scrutin, celui-ci parvenant à s'établir comme la troisième force à la chambre en rééditant la performance de son prédécesseur, le Parti de la restauration lors des élections législatives japonaises de 2014. Situé sur la droite de l'échiquier politique tout en ne faisant partie ni de la coalition gouvernementale ni du Front uni de l'opposition, le parti aurait ainsi bénéficié du report d'électeurs de droite mécontents du gouvernement sortant.
Ces élections ont abouti à un recul de la proportion de femmes élues à la Chambre des représentants avec 45 députées sur 465 sièges, contre 47 pour la mandature précédente.
Lors de l'ouverture de la 49e législature de la Chambre des représentants du Japon le 10 novembre 2021, Fumio Kishida est réélu Premier ministre et présente son nouveau cabinet,.